# اپسون آر-دی۱
اپسون آر-دی۱ (به انگلیسی: Epson R-D1) یک دوربین عکاسی ساخت شرکت اپسون است. این دوربین در مارس ۲۰۰۴ در ژاپن عرضه شد و در سال ۲۰۰۷ تولیدش متوقف گردید.